# Stour (Suffolk)
Lo Stour è un fiume inglese che scorre tra le contee dell'Essex e del Suffolk. La parte orientale del fiume attraversa un'eccezionale area naturale chiamata Dedham Vale, dal nome del villaggio di Dedham, nell'Essex. Su entrambe le sponde del fiume, la Dedham Vale AONB copre un'area di circa 18 km nella sua larghezza est-ovest e di 4–8 km da nord a sud. Il fiume è lungo 76 km e per gran parte del suo corso costituisce il confine tra le contee del Suffolk e dell'Essex.

## Descrizione
Lo Stour nasce a Wratting Common, nel Cambridgeshire, vicino a Weston Colville. Scorre verso est nel Cambridgeshire, passando a est di Haverhill, lambisce Cavendish, Bures, Sudbury, Nayland, Stratford St Mary, Dedham e attraversa la Dedham Vale, un'area naturale eccezionale.
Lo Stour diventa a regime tidale poco prima di Manningtree, nell'Essex, e sfocia al Mare del Nord ad Harwich.

## Etimologia
L'origine del nome è ambigua e controversa.
Per alcuni, il nome Stour deriva dal celtico sturr (forte). Tuttavia, l'idronimo Stour, comune in Inghilterra, è del tutto assente in Galles. Crawford nota due affluenti del Po vicino a Torino di nome Stura (Stura di Demonte e Stura di Lanzo). In Germania, lo Stoer è un affluente dell'Elba. Secondo il Britain and Ireland Brewer, lo Stour è pronunciato in modi diversi: lo Stour del Kent e dell'Anglia orientale è chiamato tower; lo Stour dell'Oxfordshire è chiamato a volte mower e a volte hour; nel Worcestershire, lo Stour è sempre chiamato hour. Localmente, lo Stour che separa l'Essex dal Suffolk non si dice ovunque allo stesso modo, variando da stowr a stoor.

## Storia
Il primo insediamento umano nel Suffolk è stato registrato a Great Bradley e risale a oltre 5.000 anni fa. In epoca anglosassone il fiume funse da confine tra il Regno dell'Essex ed il Regno dell'Anglia orientale.
Lo Stour è stato uno dei primi fiumi o canali sviluppati in Inghilterra. Nel 1705 il Parlamento approvò una "legge" per rendere navigabile il fiume Stower dalla cittadina di Manningtree, nell'Essex, alla città di Sudbury nel Suffolk. Anche se in parte soppiantate dalla ferrovia, le chiatte fluviali operavano ancora sullo Stour, a monte di Manningtree, fino alla seconda guerra mondiale. Al 2016 sono ancora in funzione fino a Mistley.
Il padre del paesaggista John Constable (1776-1837) era un ricco agricoltore che gestiva anche un fiorente mulino sullo Stour a Flattford, tra East Bergholt e Dedham. È in questa ristretta area di pochi chilometri quadrati che il pittore trascorse la sua infanzia. L'area di Dedham Vale è ancora conosciuta come "Constable Country".
La Valle dello Stour è stata raffigurata come un'area molto attiva da Constable, ma anche da Thomas Gainsborough, Alfred Munnings, Paul Nash e Cedric Morris. Lo Stratford Mill del dipinto di Constable era una cartiera ora demolita nei pressi di East Bergholt, testimonianza degli inizi dell'industrializzazione in un paesaggio ancora rurale.